# Exequiel Nicolás Moreno
Exequiel Nicolás Moreno (9 de febrero de 2001, San Miguel de Tucumán, Provincia de Tucumán, Argentina) es un futbolista argentino que juega como delantero en San Martín de Tucumán, de la Primera Nacional.

## Estadísticas

### Clubes
Actualizado de acuerdo al último partido jugado el 15 de marzo de 2025.
| Club                          | Div.          | Temporada     | Liga  | Liga  | Liga   | Copas nacionales | Copas nacionales | Copas nacionales | Torneos internacionales | Torneos internacionales | Torneos internacionales | Total | Total | Total  | Media goleadora |
| Club                          | Div.          | Temporada     | Part. | Goles | Asist. | Part.            | Goles            | Asist.           | Part.                   | Goles                   | Asist.                  | Part. | Goles | Asist. | Media goleadora |
| ----------------------------- | ------------- | ------------- | ----- | ----- | ------ | ---------------- | ---------------- | ---------------- | ----------------------- | ----------------------- | ----------------------- | ----- | ----- | ------ | --------------- |
| San Martín (T) Argentina      | 2.ª           | 2021          | 6     | 1     | 0      | —                | —                | —                | —                       | —                       | —                       | 6     | 1     | 0      | 0.17            |
| Juventud Unida (SL) Argentina | 3.ª           | 2022          | 8     | 0     | 0      | —                | —                | —                | —                       | —                       | —                       | 8     | 0     | 0      | 0.00            |
| Juventud Unida (SL) Argentina | Total club    | Total club    | 8     | 0     | 0      | 0                | 0                | 0                | 0                       | 0                       | 0                       | 8     | 0     | 0      | 0.00            |
| San Martín (T) Argentina      | 2.ª           | 2023          | 10    | 0     | 0      | 1                | 0                | 0                | —                       | —                       | —                       | 11    | 0     | 0      | 0.00            |
| San Martín (T) Argentina      | 2.ª           | 2024          | 29    | 5     | 0      | 1                | 0                | 0                | —                       | —                       | —                       | 30    | 5     | 0      | 0.17            |
| San Martín (T) Argentina      | 2.ª           | 2025          | 2     | 0     | 0      | —                | —                | —                | —                       | —                       | —                       | 2     | 0     | 0      | 0.00            |
| San Martín (T) Argentina      | Total club    | Total club    | 47    | 6     | 0      | 2                | 0                | 0                | 0                       | 0                       | 0                       | 49    | 6     | 0      | 0.13            |
| Total carrera                 | Total carrera | Total carrera | 55    | 6     | 0      | 2                | 0                | 0                | 0                       | 0                       | 0                       | 57    | 6     | 0      | 0.11            |
| 1. 2.                         |               |               |       |       |        |                  |                  |                  |                         |                         |                         |       |       |        |                 |